# Johann Wischel von Raesfeld
Johann Wischel von Raesfeld (* im 16. Jahrhundert; † 12. Mai 1588 in Werne) war Domherr in Münster.

## Leben
Johann Wischel von Raesfeld entstammte dem westfälischen Adelsgeschlecht von Raesfeld, aus dem zahlreiche namhafte Persönlichkeiten hervorgegangen sind. Seine Mitglieder waren Anhänger des katholischen Glaubens. Johann Wischel war der Sohn des Wilbrand von Raesfeld zu Empte und dessen Gemahlin Margarethe von Wischel, sie war Erbtochter. Seine Brüder Heinrich und Rotger waren Domherren in Münster, sein Onkel Gottfried von Raesfeld Domdechant.
Im Jahre 1576 tritt Johann Wischel als Kanoniker von St. Mauritz in Münster in Erscheinung. 1585 wurde er in das Domkapitel aufgenommen und im Jahr darauf emanzipiert. Als Mitglied des Domkapitels war er in der Zeit der Sedisvakanz auch Mitglied der Landesregierung. Am 23. Mai und 8. Juni 1587 erhielt er vom Domkapitel Instruktionen zur Gesandtschaft an den Kurfürsten Ernst von Bayern.
Am 12. Mai 1588 wurde Johann in der Nähe von Werne von Räubern ermordet und am 17. Mai im Dom zu Münster beerdigt.

## Quelle
- Das Bistum Münster 4,2. (Germania Sacra NF 17.2) Das Domstift St. Paulus zu Münster, bearbeitet von Wilhelm Kohl, herausgegeben vom Max-Planck-Institut für Geschichte, Göttingen, Verlag: Walter de Gruyter GmbH & Co. KG, Berlin/New York, ISBN 978-3-11-008508-2, Germania Sacra NF 17,2 Biografien der Domherren Seite 19ff. Digitalisat.